# Jaksice (gromada w powiecie inowrocławskim)
Jaksice – dawna gromada, czyli najmniejsza jednostka podziału terytorialnego Polskiej Rzeczypospolitej Ludowej w latach 1954–1972.
Gromady, z gromadzkimi radami narodowymi (GRN) jako organami władzy najniższego stopnia na wsi, funkcjonowały od reformy reorganizującej administrację wiejską przeprowadzonej jesienią 1954 do momentu ich zniesienia z dniem 1 stycznia 1973, tym samym wypierając organizację gminną w latach 1954–1972.
Gromadę Jaksice z siedzibą GRN w Jaksicach utworzono – jako jedną z 8759 gromad na obszarze Polski – w powiecie inowrocławskim w woj. bydgoskim, na mocy uchwały nr 24/7 WRN w Bydgoszczy z dnia 5 października 1954. W skład jednostki weszły obszary dotychczasowych gromad Czyste, Jaksice, Pławin (bez wsi Rycerzewko), Radłówek (bez wsi Sójkowo), Gnojno i Sławęcin ze zniesionej gminy Inowrocław-Zachód w tymże powiecie. Dla gromady ustalono 25 członków gromadzkiej rady narodowej.
31 grudnia 1961 do gromady Jaksice włączono wsie Tuczno-Osada, Tuczno-Cukrownia, Tuczno, Helenowo, Podgaj i Popowiczki ze zniesionej gromady Tuczno w tymże powiecie.
1 stycznia 1969 do gromady Jaksice włączono grunty rolne o powierzchni ogólnej 409,89 ha z miasta (na prawach powiatu) Inowrocławia w tymże województwie.
Gromada przetrwała do końca 1972 roku, czyli do kolejnej reformy gminnej.